# 翼突泳蚕
翼突泳蚕（学名：Plotohelmis alata）为眼蚕科泳蚕属的动物。分布于北太平洋亚热带，包括东海黑潮区、台湾海峡、南海等海域。